# Viktorialand

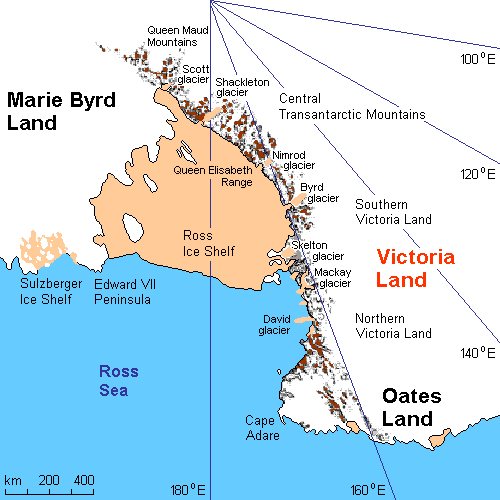
Die Lage von Viktorialand auf Antarktika

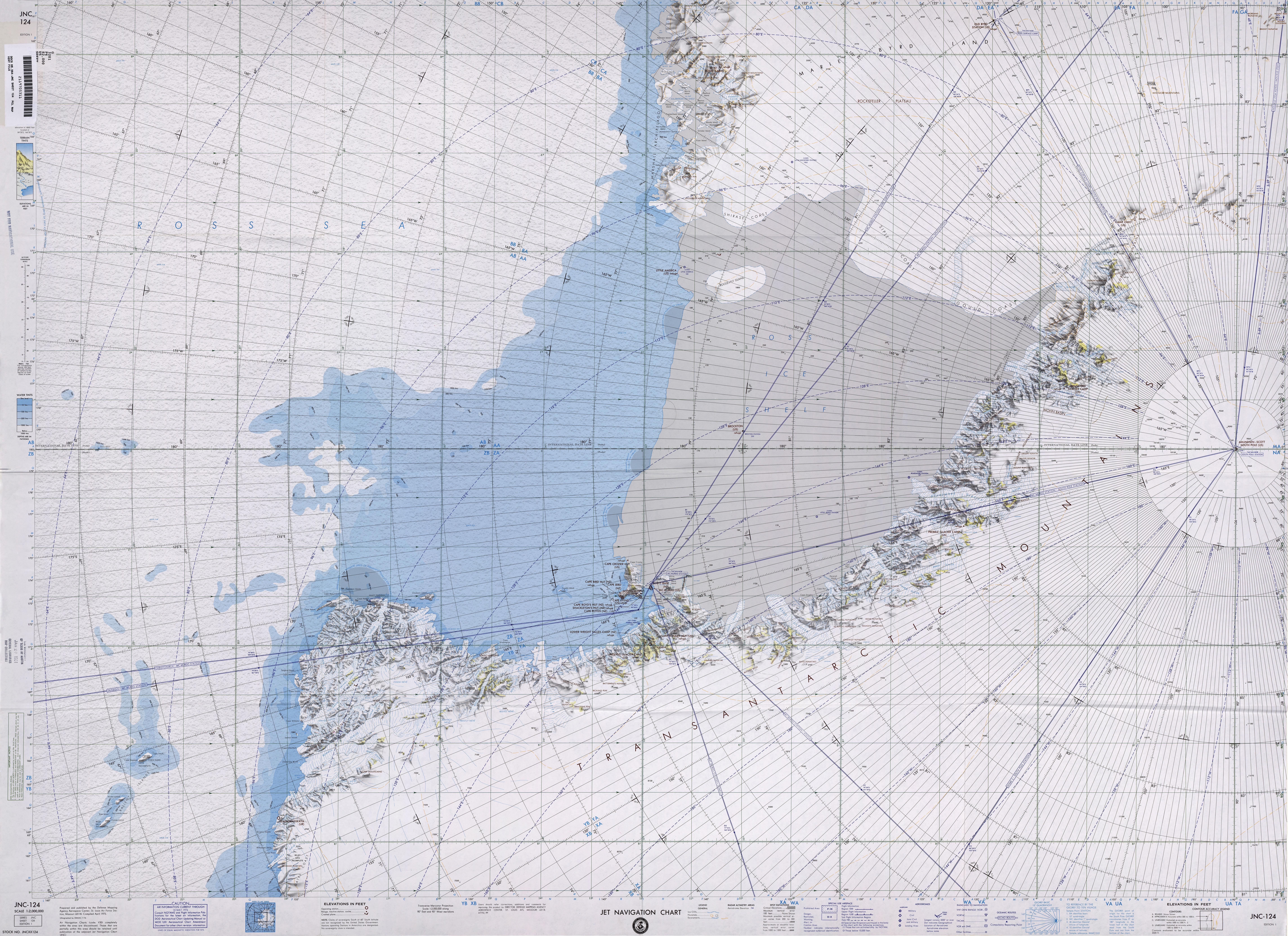
Karte des Rossmeeres und Umgebung, mit dem Victorialand rechts unten

Viktorialand (englisch Victoria Land) ist eine Region in Ostantarktika, die zwischen Wilkesland bzw. Adélieland im Westen und Oatesland im Osten liegt. Unter Einrechnung des Oateslandes bildet das Rossmeer die östliche Begrenzung. Das Gebiet wurde am 11. Januar 1841 von James Clark Ross entdeckt. Die erste Anlandung unternahm der norwegische Polarforscher Carsten Egeberg Borchgrevink am Cape Adare im Januar 1895. Die Australier Edgeworth David und Douglas Mawson zusammen mit dem schottischen Arzt Alistair Mackay (1877–1914) erreichten im Rahmen der Nimrod-Expedition unter der Leitung von Ernest Shackleton am 16. Januar 1909 als erste den antarktischen magnetischen Pol bei 72° 15′ S, 155° 16′ O im nordöstlichen Viktorialand. Umfassende geologische und kartografische Erkundungen in dieser Region wurden zudem während der Southern-Cross-Expedition (1898–1900), der Discovery-Expedition (1901–1904) und der Terra-Nova-Expedition (1910–1913) durchgeführt.
Bekannt ist das Viktorialand vor allem für die Trockentäler, wie hier die antarktischen Oasen genannt werden. Sie bestehen im Wesentlichen aus drei Tälern, die früher von Gletschern bedeckt waren. Im Süden befindet sich der Fryxellsee. 
Durch das Wright Valley fließt im Sommer zeitweise der einzige größere Fluss Antarktikas, der Onyx.

## Einzelnachweise

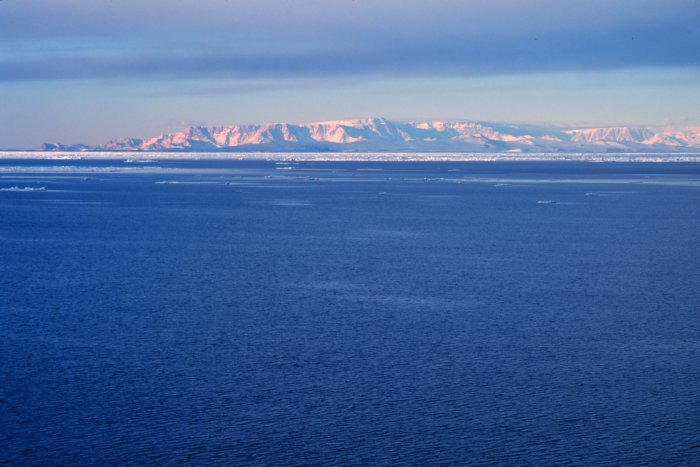
Küstenabschnitt im Victorialand